# Broumovský jasan
Broumovský jasan je památný strom u Broumova západně od Chodové Plané v okrese Tachov. Přibližně třísetletý  jasan ztepilý (Fraxinus excelsior) roste u cesty podél Hamerského potoka na okraji lesa jihovýchodně od vsi v nadmořské výšce 522 m. Jeho kmen je u paty obrostlý mechem a má měřený obvod 540 cm a koruna stromu dosahuje do výšky 32 m (měření 2000). Chráněn je od roku 1983 jako krajinná dominanta.

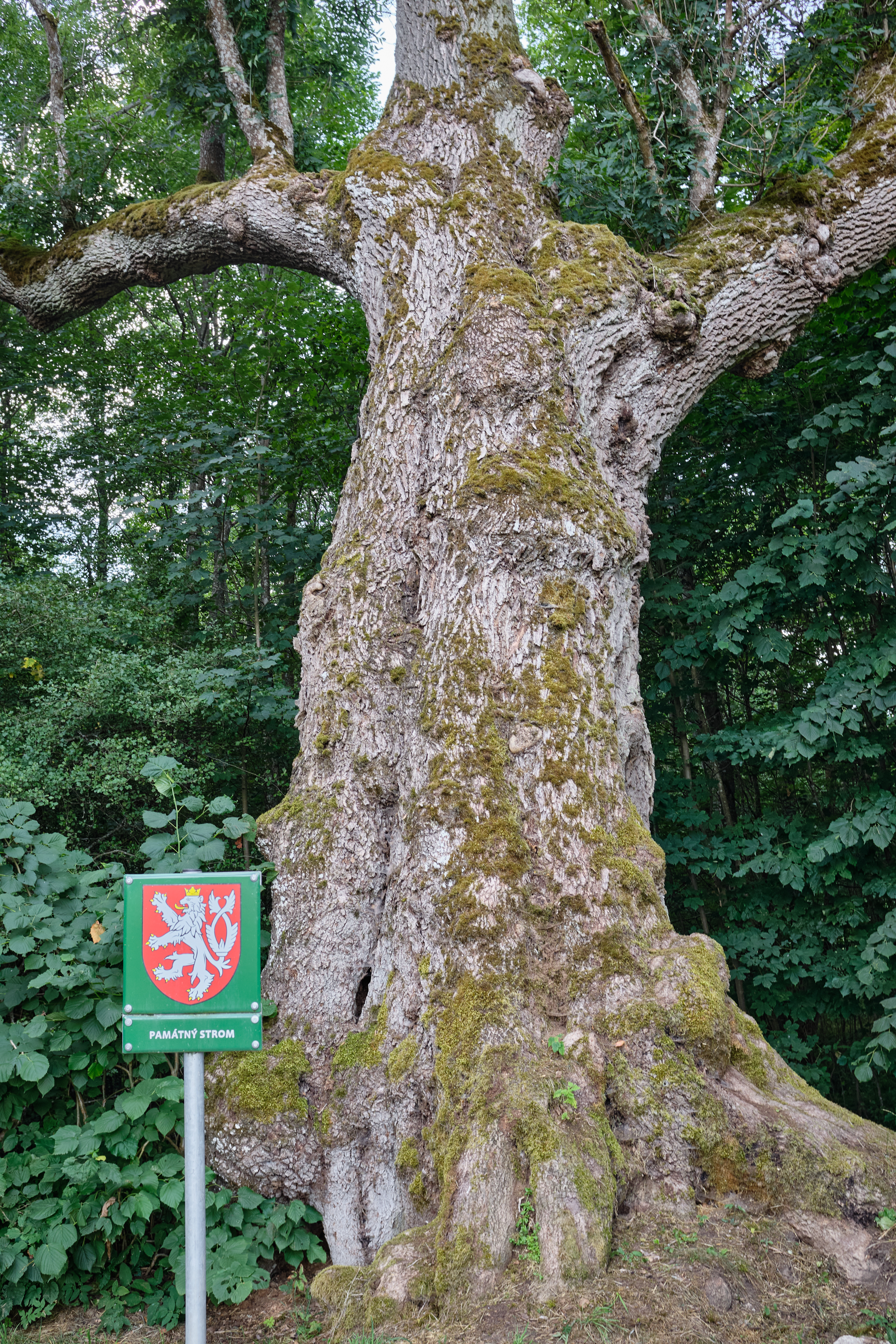
Detail kmene

## Stromy v okolí
- Dubová alej pod Broumovem
- Broumovský smrk
- Broumovské smrky v Hamerském údolí
- Lípy na Jalovém dvoře
- Chodovská lípa u Hamerského potoka
- Smrk u Žďáru (zaniklý)